# Miguel Rimba
Miguel Rimba (1 de novembre de 1967) és un exfutbolista bolivià.

## Selecció de Bolívia
Va formar part de l'equip bolivià a la Copa del Món de 1994.

## Palmarès
- Bolívar (6)
  - Liga de Fútbol Profesional Boliviano: 1988, 1991, 1992, 1994, 1996, 1997